# Nakano Manami
Nakano Manami (中野 真奈美, sinh ngày 30 tháng 8 năm 1986) là một cầu thủ bóng đá nữ người Nhật Bản.

## Đội tuyển bóng đá nữ quốc gia Nhật Bản
Nakano Manami thi đấu cho đội tuyển bóng đá nữ quốc gia Nhật Bản từ năm 2010 đến 2013.

## Thống kê sự nghiệp
| Nhật Bản  | Nhật Bản | Nhật Bản |
| Năm       | Trận     | Bàn      |
| --------- | -------- | -------- |
| 2010      | 10       | 2        |
| 2011      | 0        | 0        |
| 2012      | 1        | 0        |
| 2013      | 1        | 0        |
| Tổng cộng | 12       | 2        |